# Юханссон, Александр (футболист, 2000)
Юнас Александр Юханссон (швед. Jonas Alexander Johansson; род. 27 января 2000, Харплинье) — шведский футболист, нападающий клуба «Хальмстад».

## Клубная карьера
Начинал заниматься футболом в клубе «Харплинге» из его родного города. В 12-летнем возрасте перебрался в главную команду региона — «Хальмстад». В июле 2015 года перешёл в академию «Мальмё», где присоединился к юношеской команде. Через два года он вернулся обратно в «Хальмстад», где присоединился к юношеской команде. В 2018 году стал привлекаться к тренировкам с основной командой, а 16 июля подписал с клубом контракт, рассчитанный на три с половиной года.
10 ноября 2018 года провёл первую игру за клуб. В заключительном матче сезона против «Эстера» Юханссон появился на поле на 62-й минуте вместо японца Косукэ Киноситы. В сезоне 2020 года принял участие в двух матчах. В итоговой турнирной таблице «Хальмстад» занял первую строчку в турнирной таблице и заработал повышение в классе на будущий год. 16 октября 2021 года в гостевой встрече с «Дегерфорсом» Александр дебютировал в чемпионате Швеции,выйдя в конце второго тайма вместо Эдвина Куртулуша.

## Достижения
Хальмстад:
- Победитель Суперэттана: 2020

## Клубная статистика
| Выступление      | Выступление      | Выступление      | Лига | Лига | Кубки | Кубки | Конт. кубки | Конт. кубки | Итого | Итого |
| Клуб             | Лига             | Сезон            | Игры | Голы | Игры  | Голы  | Игры        | Голы        | Игры  | Голы  |
| ---------------- | ---------------- | ---------------- | ---- | ---- | ----- | ----- | ----------- | ----------- | ----- | ----- |
| Хальмстад        | Суперэттан       | 2018             | 1    | 0    | 0     | 0     | 0           | 0           | 1     | 0     |
| Хальмстад        | Суперэттан       | 2019             | 2    | 0    | 3     | 0     | 0           | 0           | 5     | 0     |
| Хальмстад        | Суперэттан       | 2020             | 2    | 0    | 0     | 0     | 0           | 0           | 2     | 0     |
| Хальмстад        | Аллсвенскан      | 2021             | 1    | 0    | 1     | 0     | 0           | 0           | 2     | 0     |
| Хальмстад        | Итого            | Итого            | 6    | 0    | 4     | 0     | 0           | 0           | 10    | 0     |
| Всего за карьеру | Всего за карьеру | Всего за карьеру | 6    | 0    | 4     | 0     | 0           | 0           | 10    | 0     |